# Heidi Rakels
Heidi Rakels (Lovaina, 22 de junio de 1968) es una deportista belga que compitió en judo.
Participó en los Juegos Olímpicos de Barcelona 1992, obteniendo una medalla de bronce en la categoría de –66 kg. Ganó tres medallas en el Campeonato Europeo de Judo entre los años 1992 y 2001.

## Palmarés internacional
| Juegos Olímpicos   | Juegos Olímpicos        | Juegos Olímpicos  | Juegos Olímpicos |
| Año                | Lugar                   | Medalla           | Categoría        |
| ------------------ | ----------------------- | ----------------- | ---------------- |
| 1992               | Barcelona (España)      | Medalla de bronce | –66 kg           |
| Campeonato Europeo |                         |                   |                  |
| Año                | Lugar                   | Medalla           | Categoría        |
| 1992               | París (Francia)         | Medalla de plata  | –66 kg           |
| 1999               | Bratislava (Eslovaquia) | Medalla de bronce | –78 kg           |
| 2001               | París (Francia)         | Medalla de plata  | –78 kg           |